# 오가노촌
오가노촌(일본어: 大箇野村)은 일본 군마현 오라군에 설치되었던 촌이다. 현재의 이타쿠라정에 해당한다.